# Rangifer tarandus granti
El caribú de Grant (Rangifer tarandus granti) es una subespecie de caribú (Rangifer tarandus) encontrado en Alaska y partes adyacentes a Canadá. Se asemeja al R. t. groenlandicus y a veces se incluyen en una sola subespecie.
Aunque los números varían, la manada está compuesta por más de 125 mil animales, que migran por 4.500 km cada año entre su gama de invierno y territorios de cría, la ruta de migración más larga de un mamífero terrestre. Son el sustento principal de los Kutchin, que tradicionalmente construyen sus comunidades sobre la base de los patrones de migración del caribú. También son habitualmente cazados por otros pueblos, incluyendo los inupiat, inuvialuit y han. En la actualidad existe controversia sobre si es posible que la futura extracción de petróleo en las llanuras costeras del Refugio Nacional de Vida Silvestre del Ártico, que abarca gran parte de los territorios de cría del caribú de Grant, tenga un impacto negativo en la población.